# Лёгкие крейсера типа «Луиджи Кадорна»
Лёгкие крейсера́ ти́па «Луи́джи Кадо́рна» — тип лёгких крейсеров итальянского флота времён Второй мировой войны. Всего построено 2 корабля: «Луиджи Кадорна» ( Luigi Cadorna), «Армандо Диас» (Armando Diaz). Являлись дальнейшим развитием лёгких крейсеров типа «Альберико да Барбиано». В военно-морской литературе классифицируются как тип «Кондоттьери В» (Condottieri B).

## История создания
Лёгкие крейсера типа «Луиджи Кадорна» строились по программе 1929—1930 годов как улучшенная версия «Кондоттьери A». Руководил работами по проектированию генерал-лейтенант Джузеппе Вьян. Перед конструкторами была поставлена задача устранить наиболее явные недостатки крейсеров типа «Альберико да Барбиано», без радикального изменения проекта. Ставились следующие цели:
- Улучшить остойчивость;
- Усилить бронирование;
- Увеличить прочность корпуса;
- Увеличить секторы обстрела универсальной артиллерии;
- Улучшить размещение авиационного компонента;
- Снизить высоту надстроек.

## Служба
|                  | заложен          | спущен           | вступил в строй | судьба                                                                       |
| ---------------- | ---------------- | ---------------- | --------------- | ---------------------------------------------------------------------------- |
| «Луиджи Кадорна» | 19 сентября 1930 | 30 сентября 1931 | 11 августа 1933 | Списан 1 мая 1951                                                            |
| «Армандо Диас»   | 28 августа 1930  | 10 августа 1932  | 29 апреля 1933  | Потоплен 25 февраля 1941 в районе Сфакса английской подводной лодкой Upright |

«Луиджи Кадорна» был построен на верфи «Кантиери Риуннти делл Адриатико» в Триесте. В 1933—1936 годах нёс обычную службу в составе 2-й эскадры итальянского флота. В 1936—1937 годах крейсер действовал у берегов Испании, оказывая поддержку франкистам в ходе Гражданской войны в Испании. 5 мая 1938 года участвовал в демонстрации итальянского флота Бенито Муссолини и Адольфу Гитлеру. В апреле 1939 года «Луиджи Кадорна» принял участие в операции по захвату Албании.